# Tegestria sumatrana
Tegestria sumatrana is een hooiwagen uit de familie Epedanidae.